# Tarnogóra (województwo podkarpackie)
Tarnogóra – wieś w Polsce położona w województwie podkarpackim, w powiecie leżajskim, w gminie Nowa Sarzyna}.
Miejscowość jest siedzibą rzymskokatolickiej parafii św. Stanisława Biskupa należącej do dekanatu Leżajsk II w archidiecezji przemyskiej.
W latach 1975–1998 miejscowość położona była w województwie rzeszowskim.

## Historia
Pierwsza wzmianka w źródłach o Tarnogórze pochodzi z 1472 roku, w dokumencie zatwierdzenia parafii w Kopkach. Była to niewielka osada leżąca w woj. sandomierskim i granicząca od południa z województwem lwowskim, granica biegła wzdłuż rzeki Kłysz. Mieszkańcy należeli do parafii w Rudniku.
W 1772 roku w wyniku pierwszego rozbioru Polski, okoliczne ziemie znalazły się w zaborze austriackim i cyrkule (obwodzie) rzeszowskim. W 1786 roku przeprowadzono zmianę diecezji, w wyniku której parafia Rudnik przyłączona została do diecezji przemyskiej. W 1830 r. w zaborze rosyjskim wybuchło Powstanie Listopadowe. W najbliższej okolicy schronienie znalazło ok. 20 tys. rozbitków generała Ramoriny.
W 1863 r. w zaborze rosyjskim ponownie wybucha powstanie narodowe. W okolicach Rudnika utworzono dwa obozy powstańcze: - pierwszy pod Tarnogóra (Kobyla Góra) - drugi w Dolinach koło Rudnika. W obozach tych leczono rannych i chorych, zbierano po okolicy rozproszonych ludzi, organizowano nowe oddziały. Gromadzono także broń i żywność dla walczących powstańców. Po upadku powstania, jeden z oddziałów powstańczych wycofując się do Galicji, w okolicach Tarnogóry na wzgórzach zwanych Altaną, dokonał demobilizacji, ukrywając tam część swego ekwipunku wojskowego, dokumentację i kasę powstańczą. Wielokrotne poszukiwania miejsca ukrycia nie przyniosły rezultatu.
W 1887r. powstała Szkoła Podstawowa w Tarnogórze. Pierwszym nauczycielem był Józef Sroka. Drogę Rudnik - Tarnogóra oddano do użytku także w 1887 roku. W 1907 w Tarnogórze założono Ochotniczą Straż Pożarną, której prezesem został nauczyciel miejscowej szkoły Antoni Rudziński. W późniejszych latach wybudowano drewniany budynek straży pożarnej na terenie należącym do hrabiego Tarnawskiego.
W czasie I wojny światowej Tarnogóra została prawie doszczętnie zniszczona. Spalono 123 zagrody, prawdopodobnie później przesunięto lokalizację wsi odsuwając wioskę ok. 50 m w kierunku na północ od rzeki.
W 1933 roku w Tarnogórze powstało koło ZMW "Wici", które założyli Walenty Kida oraz Grzegorz Gumieniak. Później założono Stanowisko Ludowe. W 1936 roku, koło ufundowało sztandar, który wykonały zakonnice z Bielin.